# Usue Maitane Arconadová
Usue Maitane Arconadová, nepřechýleně Arconada, (* 28. října 1998 Buenos Aires) je americká profesionální tenistka narozená v Argentině. Ve své dosavadní kariéře na okruhu WTA Tour nevyhrála žádný turnaj. V rámci okruhu ITF získala do února 2021 čtyři tituly ve dvouhře a šest ve čtyřhře.
Na žebříčku WTA byla ve dvouhře nejvýše klasifikována v únoru 2020 na 130. místě a ve čtyřhře pak v prosinci 2019 na 116. místě. Připravuje se ve středisku Amerického tenisového svazu u Orlanda. Trénuje ji Australan Stephen Huss.
V juniorském tenise vyhrála čtyřhru ve Wimbledonu 2016, když s krajankou Claire Liuovou ve finále zdolaly Mariam Bolkvadzeovou s Caty McNallyovou. Na juniorském kombinovaném žebříčku ITF nejvýše figurovala na v květnu 2015 na 5. místě. Z Panamerických her 2019 v Limě si odvezla zlatou medaili z ženské čtyřhry. V boji o titul přehrála s Caroline Dolehideovou paraguayskou dvojici Verónica Cepedeová Roygová a Montserrat Gonzálezová.

## Soukromý život
Narodila se roku 1998 v argentinské metropoli Buenos Aires do rodiny Cecilie Lanazaniové a Alejandra Arconada. Má dva sourozence, Imanol a Jordiho.
Do roku 2008 žila v Portoriku, odkud se s argentinským trenérem Luisem Brestem přestěhovala na Floridu. Poté se začala připravovat v Atlantě, kde ji koučoval Frank Salazar. V roce 2011 jej následovala do tenisového centra v marylandském College Parku, jehož členy byli také Robin Montgomeryová či Frances Tiafoe, a usadila se ve Washingtonu, D.C.

## Tenisová kariéra

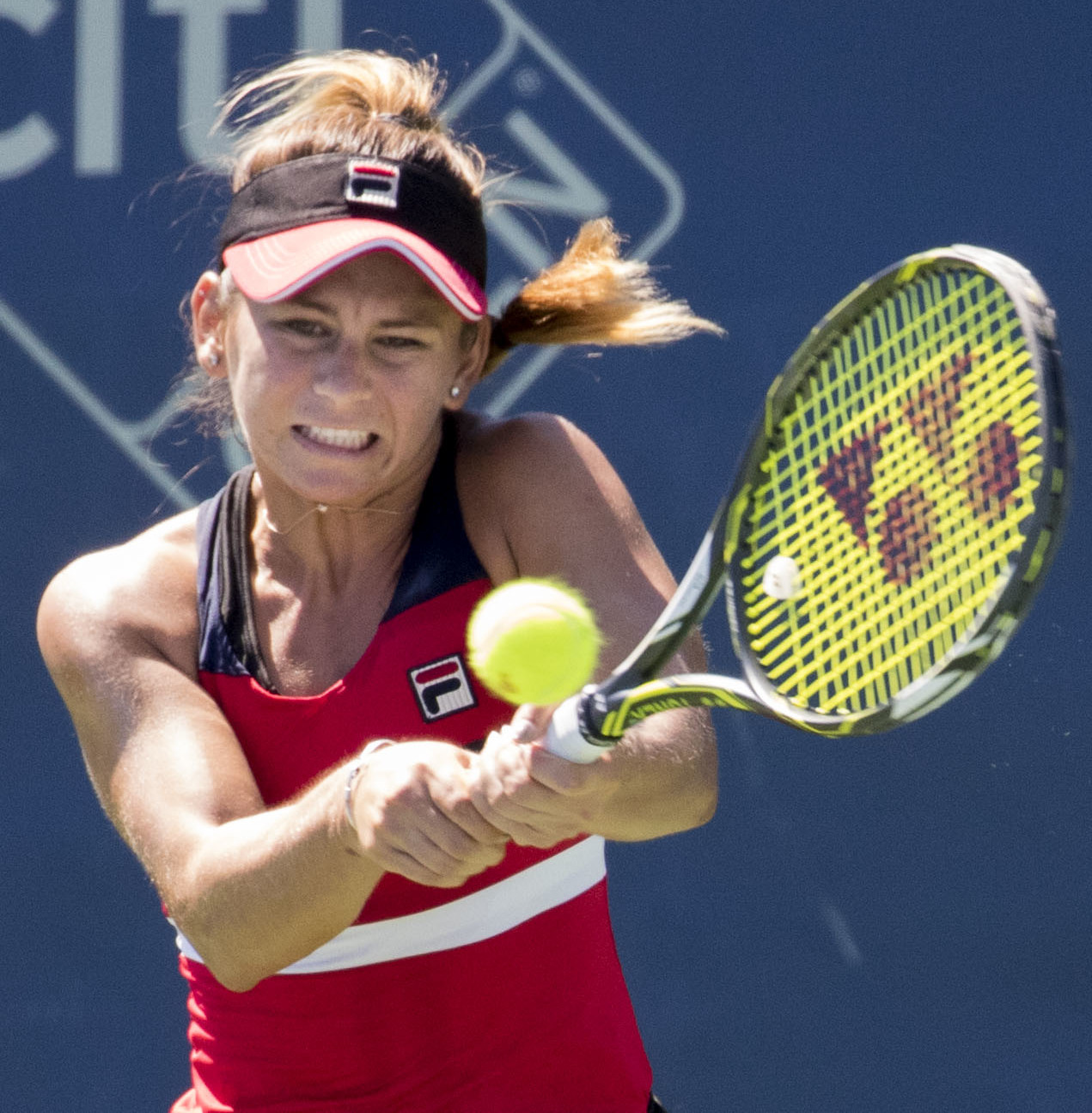
Bekhend na washingtonském Citi Open 2017

V rámci událostí okruhu ITF debutovala jako čtrnáctiletá v květnu 2013, když na turnaji v jihokarolínském Hilton Head Island s dotací 10 tisíc dolarů postoupila jako šťastná poražená z kvalifikace. V úvodním kole dvouhry podlehla čtvrté nasazené krajance Brooke Austinové ze šesté světové stovky. Premiérový titul v této úrovni tenisu vybojovala během ledna 2015 na guadeloupském Svatém Martinu, turnaji s s rozpočtem 10 tisíc dolarů. Ve finále přehrála nejvýše nasazenou Argentinku Victorii Bosiovou figurující na 361. příčce.
V kvalifikaci okruhu WTA Tour prožila premiérový start ve čtrnácti letech, po obdržení divoké karty na letní Citi Open 2013 ve Washingtonu, D.C. V druhém kole však získala jen dva gemy na o deset let starší krajanku Alexandru Muellerovou. Hlavní soutěž si poprvé zahrála na červencovém Citi Open 2016. Z pozice hráčky sedmé světové stovky získala divokou kartu do dvouhry. Na úvod vyřadila Kanaďanku Françoise Abandovou. Ve druhém utkání se poprvé v kariéře střetla s členkou elitní padesátky, šestou nasazenou Kazaškou Julií Putincevovou, která ji vyřadila po třísetovém dramatu. Ve druhé fázi první kvalifikační soutěže na grandslamu, US Open 2016, nestačila na Španělku Saru Sorribesovou Tormovou.
Výkonností posun zaznamenala v sezóně 2019, kdy se z 345. místa lednové klasifikace posunula na konečnou 140. pozici, s celkovou singlovou bilancí zápasů 47–18. Během června a července 2019 vyhrála sedmnáct z osmnácti utkání, včetně zisku prvních trofejí z turnajů ITF s dotací 25 tisíc dolarů v Bethany Beach a Denveru i z 60tisícového Honolulu po hladké finálové výhře nad Nicole Gibbsovou. Na zářijovém Oracle Challenger Series – New Haven 2019 ze série WTA 125K nezvládla boj o titul s Ruskou Annou Blinkovovou. Na turnaji však poprvé v kariéře porazila členky první světové stovky, Němku Tatjanu Mariovou a Australanku Astru Sharmaovou.
Sezónu 2020 zahájila postupem z kvalifikace na aucklandském ASB Classic, když vyhrála její závěrečné kolo s Ann Liovou. Na úvod dvouhry nastoupila k premiérovému duelu proti tenistce první světové dvacítky, Chorvatce Petře Martićové, jíž podlehla po třísetové bitvě trvající 2.42 hodiny.
Debut v hlavní soutěži nejvyšší grandslamové kategorie přišel po pětiměsíční koronavirovém přerušení sezóny, v ženském singlu US Open 2020. Do soutěže nastoupila namísto odhlášené Tchajwanky Sie Šu-wej. V úvodním kole však nenašla recept na Slovinku z počátku druhé světové stovky Kaju Juvanovou.

## Finále série WTA 125
| Legenda                  |
| ------------------------ |
| D – dvouhra; Č – čtyřhra |
| WTA 125 (0–1 D; 0–2 Č)   |

### Dvouhra: 1 (0–1)
| Stav       | č. | datum     | turnaj                   | povrch | soupeřka ve finále | výsledek |
| ---------- | -- | --------- | ------------------------ | ------ | ------------------ | -------- |
| Finalistka | 1. | září 2019 | New Haven, Spojené státy | tvrdý  | Anna Blinkovová    | 4–6, 2–6 |

### Čtyřhra: 2 (0–2)
| Stav       | č. | datum      | turnaj                   | povrch | spoluhráčka      | soupeřky ve finále                    | výsledek            |
| ---------- | -- | ---------- | ------------------------ | ------ | ---------------- | ------------------------------------- | ------------------- |
| Finalistka | 1. | září 2019  | New Haven, Spojené státy | tvrdý  | Jamie Loebová    | Anna Blinkovová Oxana Kalašnikovová   | 2–6, 6–4, [4–10]    |
| Finalistka | 2. | srpen 2021 | Concord, Spojené státy   | tvrdý  | Cristina Bucșová | Peangtarn Plipuečová Jessy Rompiesová | 6–3, 6–7(5), [8–10] |

## Finále na okruhu ITF
| Dotace turnajů okruhu ITF | Dotace turnajů okruhu ITF |
| ------------------------- | ------------------------- |
| 100 000 $ tournaments     | 80 000 $ tournaments      |
| 75 000 $ tournaments      | 60 000 $ tournaments      |
| 50 000 $ tournaments      | 25 000 $ tournaments      |
| 15 000 $ tournaments      | 10 000 $ tournaments      |

### Dvouhra (5 titulů)
| č. | datum         | turnaj                       | povrch | soupeřka ve finále  | výsledek      |
| -- | ------------- | ---------------------------- | ------ | ------------------- | ------------- |
| 1. | leden 2015    | Saint Martin, Francie        | tvrdý  | Victoria Bosiová    | 7–5, 3–6, 6–1 |
| 2. | červen 2019   | Bethany Beach, Spojené státy | antuka | Natasha Subhashová  | 6–1, 6–1      |
| 3. | červen 2019   | Denver, Spojené státy        | antuka | Alexa Glatchová     | 6–4, 2–6, 6–3 |
| 4. | červenec 2019 | Honolulu, Spojené státy      | tvrdý  | Nicole Gibbsová     | 6–0, 6–2      |
| 5. | říjen 2021    | Berkeley, Spojené státy      | tvrdý  | Marcela Zacaríasová | 6–1, 6–3      |

### Čtyřhra (7 titulů)
| Č. | datum         | turnaj                       | povrch | spoluhráčka          | poražené finalistky                          | výsledek         |
| -- | ------------- | ---------------------------- | ------ | -------------------- | -------------------------------------------- | ---------------- |
| 1. | červenec 2017 | Stockton, Spojené státy      | tvrdý  | Sofia Keninová       | Tammi Pattersonová Chanel Simmondsová        | 4–6, 6–1, [10–5] |
| 2. | leden 2018    | Daytona Beach, Spojené státy | antuka | Alexa Guarachiová    | Ulrikke Eikeriová Ilona Kremenová            | 6–3, 6–4         |
| 3. | duben 2019    | Pelham, Spojené státy        | antuka | Caroline Dolehideová | Oana Georgeta Simionová Gabriela Talabăová   | 6–3, 6–0         |
| 4. | duben 2019    | Dothan, Spojené státy        | antuka | Caroline Dolehideová | Destanee Aiavová Astra Sharmaová             | 7–6(7–5), 6–4    |
| 5. | červen 2019   | Bethany Beach, Spojené státy | antuka | Hayley Carterová     | Dea Herdželašová Tereza Mihalíková           | 6–4, 6–4         |
| 6. | říjen 2019    | Macon, Spojené státy         | tvrdý  | Caroline Dolehideová | Jaimee Fourlisová Valentini Grammatikopoulou | 7–6(7–5), 6–4    |
| 7. | únor 2021     | Boca Raton, Spojené státy    | tvrdý  | Caroline Dolehideová | Conny Perrinová Camila Osoriová              | 6–3, 6–4         |

## Finále na juniorském Grand Slamu

### Čtyřhra: 1 (1–0)
| Stav    | rok  | turnaj    | povrch | spoluhráčka   | soupeřky ve finále                  | výsledek |
| ------- | ---- | --------- | ------ | ------------- | ----------------------------------- | -------- |
| Vítězka | 2016 | Wimbledon | tráva  | Claire Liuová | Mariam Bolkvadzeová Caty McNallyová | 6–2, 6–3 |